# Rocca d'Arce
Rocca d'Arce är en ort och kommun i provinsen Frosinone i regionen Lazio i Italien. Kommunen hade 948 invånare (2018).